# César Borges
César Octavio Borges – piłkarz z Turks i Caicos grający na pozycji napastnika, reprezentant Turks i Caicos grający w reprezentacji w 2000 roku.
W 2000 roku, zawodnik ten rozegrał tylko jedno oficjalne spotkanie w drużynie narodowej. Jego drużyna przegrała z reprezentacją Kajmanów (podczas turnieju Western Union Super Cup). Borges był zmiennikiem Erriona Charlesa.
W tym samym roku rozegrał również jedno nieoficjalne spotkanie drużyny narodowej. Przeciwnikiem była młodzieżowa drużyna Kajmanów (zwycięstwo 3–0 ekipy Turks i Caicos).